# Trithemis hecate
Trithemis hecate é uma espécie de libelinha da família Libellulidae.
Pode ser encontrada nos seguintes países: Botswana, Chade, República Democrática do Congo, Gâmbia, Guiné, Quénia, Libéria, Madagáscar, Malawi, Moçambique, Namíbia, Senegal, África do Sul, Tanzânia, Uganda, Zâmbia, Zimbabwe e possivelmente em Burundi.
Os seus habitats naturais são: florestas subtropicais ou tropicais húmidas de baixa altitude, savanas áridas, savanas húmidas, matagal árido tropical ou subtropical, matagal húmido tropical ou subtropical e rios.